# Áp suất
Trong vật lý học, áp suất (Tiếng Anh: pressure) (thường được viết tắt là p) là một đại lượng vật lý, được định nghĩa là lực trên một đơn vị diện tích tác dụng theo chiều vuông góc với bề mặt của vật thể. Trong hệ SI, đơn vị của áp suất bằng Newton trên mét vuông (N/m²), nó được gọi là Pascal (Pa) mang tên nhà toán học và vật lý người Pháp Blaise Pascal thế kỉ thứ 17. Áp suất 1 Pa là rất nhỏ, nó xấp xỉ bằng áp suất của một đồng đô la tác dụng lên mặt bàn. Thường áp suất được đo với tỉ lệ bắt đầu bằng 1kPa = 1000Pa.
Phương trình miêu tả áp suất:
p = F / S
Trong đó: p là áp suất, F là áp lực tác dụng lên mặt bị ép có diện tích tiếp xúc là S.

## Đơn vị của áp suất
Trong hệ SI: N/{\displaystyle m^{2}} hay còn gọi là Pa: 1Pa=1N/{\displaystyle m^{2}.}
p=d*h
NBA
Ngoài ra còn một số đơn vị khác: atmosphere (1atm=101325 Pa), Torr, mmHg (1torr=1mmHg=1/760atm=133,3Pa), at (atmosphere kỹ thuật 1at=0,98.{\displaystyle 10^{5}} Pa)

### Đổi đơn vị đo áp suất
| x t s  | Pascal (Pa) | Bar (bar)      | Atmosphere kỹ thuật (at) | Atmosphere (atm) | Torr (Torr)        | Pound trên inch vuông (psi) |
| ------ | ----------- | -------------- | ------------------------ | ---------------- | ------------------ | --------------------------- |
| 1 Pa   | ≡ 1 N/m2    | 10−5           | 1,0197×10−5              | 9,8692×10−6      | 7,5006×10−3        | 145,04×10−6                 |
| 1 bar  | 100000      | ≡ 106 dyne/cm2 | 1,0197                   | 0,98692          | 750,06             | 14,504                      |
| 1 at   | 98.066,5    | 0,980665       | ≡ 1 kgf/cm2              | 0,96784          | 735,56             | 14,223                      |
| 1 atm  | 101.325     | 1,01325        | 1,0332                   | ≡ 1 atm          | 760                | 14,696                      |
| 1 torr | 133,322     | 1,3332×10−3    | 1,3595×10−3              | 1,3158×10−3      | ≡ 1 Torr; ≈ 1 mmHg | 19,337×10−3                 |
| 1 psi  | 6.894,76    | 68,948×10−3    | 70,307×10−3              | 68,046×10−3      | 51,715             | ≡ 1 lbf/in2                 |

Ví dụ:  1 Pa = 1 N/m2  = 10−5 bar  = 10,197×10−6 at  = 9,8692×10−6 atm, vân vân.

Ghi chú:  mmHg là viết tắt của milimét thủy ngân (millimetre Hydragyrum).

## Áp suất chất lỏng
Áp suất chất lỏng là áp suất ở một vài điểm trong chất lỏng như là nước hay không khí. Áp suất chất lỏng xuất hiện ở một trong 2 tình huống sau:
1. Điều kiện hở, gọi là "dòng trong kênh hở" - như bề mặt đại dương, bể bơi, không khí...
2. Điều kiện đóng - trong đường ống dẫn khí, dẫn nước...

Cũng như chất khí, chất lỏng truyền đi nguyên vẹn áp suất theo mọi phương. Phương trình Bernoulli có thể được sử dụng để xác định áp suất tại bất kì một điểm trong chất lỏng. Chất lỏng được giả thiết là chất lỏng lý tưởng và không nén được. Chất lỏng lý tưởng là chất lỏng không tồn tại nội ma sát trong lòng chất lỏng, có độ nhớt bằng không. Phương trình được viết giữa hai điểm a và b bất kì trong một hệ thống chỉ tồn tại 1 chất lỏng.
{\displaystyle {\frac {p_{a}}{\gamma }}+{\frac {v_{a}^{2}}{2g}}+z_{a}={\frac {p_{b}}{\gamma }}+{\frac {v_{b}^{2}}{2g}}+z_{b}}
với:
p = áp suất của chất lỏng
γ = ρg = mật độ·gia tốc trọng trường = trọng lượng riêng của chất lỏng. />
v = vận tốc của chất lỏng
g = gia tốc trọng trường
z = độ cao
{\displaystyle {\frac {p}{\gamma }}} = chiều cao cột áp (pressure head)
{\displaystyle {\frac {v^{2}}{2g}}} = vận tốc cột áp (velocity head) hay độ cao thủy lực
Trên cùng một mặt phẳng nằm ngang trong lòng chất lỏng thì tất cả các điểm đều có áp suất như nhau.
Áp suất ở những điểm có độ cao khác nhau thì áp suất cũng khác nhau
Công thức tính áp suất chất lỏng: {\displaystyle p=d.h},
Trong đó :
{\displaystyle d} là trọng lượng riêng của chất lỏng 
{\displaystyle h} là độ sâu tính từ điểm áp suất tới mặt thoáng của chất lỏng.
Nguyên lý Pascal
Độ tăng áp suất lên một chất lỏng chứa trong bình kín được truyền nguyên vẹn cho mọi điểm của chất lỏng và của thành bình.
Công thức Pascal: p=png + pgh
png là áp suất ngoài.

### Ứng dụng của áp suất chất lỏng
Nguyên lý Pascal ứng dụng trong nhiều lĩnh vực như máy nén thủy lực, máy nâng vật với trọng lực lớn, phanh thủy lực trong xe mô tô, ô tô, phanh ABS nổi tiếng trên các xe ô tô cũng như xe máy đời mới.
.